# Charles Arthur Fries
Pour les articles homonymes, voir Fries.
Charles Arthur Fries, né le 14 août 1854 à Hillsboro dans l'état de l'Ohio et décédé le 15 décembre 1940 à San Diego dans l'état de la Californie aux États-Unis, est un peintre impressionniste américain. Il est connu pour ces peintures de paysage de la région de la Californie du Sud.

## Biographie
Charles Arthur Fries naît à Hillsboro dans l'état de l'Ohio en 1854. Il grandit dans la grande ville voisine de Cincinnati. En 1869, il entreprend un apprentissange en lithographie. En 1874, il travaille comme photographe et lithographe pour le journal Cincinnati Commercial Gazette (en). La même année, il commence à suivre les cours du soir de la McMicken School of Design et bénéficie par la suite de cours donné par le peintre Charles T. Webber (en). Il travaille ensuite jusqu'en 1890 pour diverses publications comme illustrateur, lithographe et photographe dans la région de Cincinnati. En 1887, il épouse Addie Davis et, en 1890, le couple s'installe dans une petite ferme à Waitsfield dans l'état du Vermont et Fries travaille à New York comme peintre et illustrateur.
En 1896, il quitte avec sa famille le Vermont pour la Californie. Après un bref séjour à la mission San Juan Capistrano, il s'installe à San Diego en 1897 ou il demeure jusqu’à la fin de ses jours. Au cours de sa carrière, il réalise de nombreux voyages dans les déserts et les montagnes du sud de la Californie, où il dessine et peint plusieurs de ses œuvres. Il visite notamment la réserve d'État des pins de Torrey et les monts Santa Ana et San Gabriel. Il remporte une médaille d'argent en 1909 lors de l'Alaska–Yukon–Pacific Exposition (en) à Seattle et une nouvelle médaille d'argent lors de la Panama–California Exposition en 1915. Membre actif de la communauté artistique de San Diego, il participe en 1918 à la fondation de La Jolla Art Association, aux côtés d'autres artistes renommés de la ville, comme les peintres Maurice Braun et Alfred R. Mitchell (en). En 1919, il devient le président de la San Diego Art Guild. En 1929, il fut l'un des fondateurs de l'Associated Artists of San Diego. En 1937, il participe au Federal Art Project.
Il décède dans sa ville d'adoption en 1940.
Ces œuvres sont notamment visibles ou conservées à la San Diego History Center (en) et au musée d'Art de San Diego, au Cincinnati Art Museum de Cincinnati, à l'Irvine Museum d'Irvine et au California Club (en) de Los Angeles.

## Œuvres

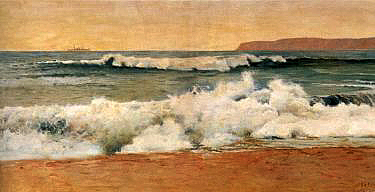
San Diego Bay, 1904
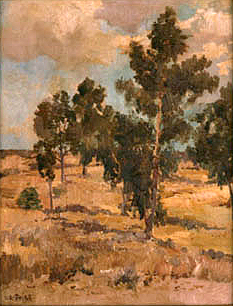
Eucalyptus Grove, 1910
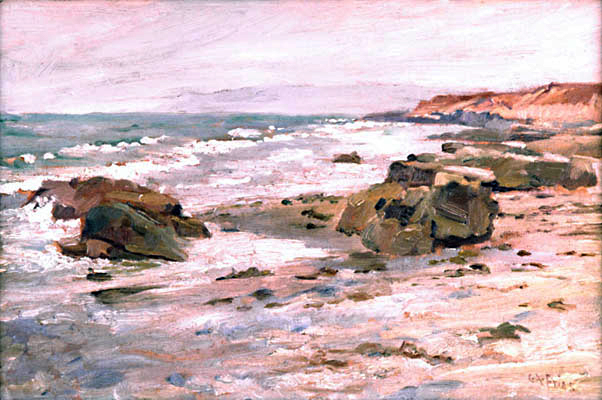
Ocean Beach, 1910
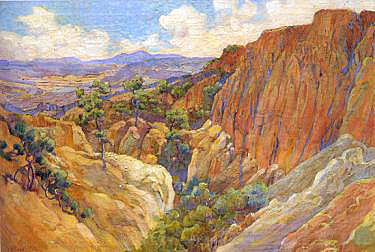
Torrey Pines, 1919